# Gustav Rüthning
Gustav Adolf Rüthning (* 2. Januar 1854 in Havelberg/Prignitz; † 20. Januar 1944 in Oldenburg) war ein deutscher Gymnasiallehrer und Historiker.

## Leben
Gustav Rüthning war ein Sohn des Hutmachermeisters Theodor Eduard Rüthning und dessen Ehefrau Katharine Marie geb. Bonebeck aus der märkischen Stadt Havelberg. Er besuchte von 1868 bis 1873 das Joachimsthalsche Gymnasium in Berlin. Er studierte in Berlin Geschichte und Erdkunde sowie Philosophie und alte Sprachen. Im Jahre 1876 wechselte er nach Halle an der Saale, wo er sich 1879 für das höhere Lehramt qualifizierte. Seine Probezeit absolvierte Rüthning von 1879 bis 1880 am Königlichen Friedrich-Wilhelms-Gymnasium in Berlin. Neben der Arbeit als Lehrer schrieb Rüthning an seiner Dissertation Der Festungskrieg und die Schlachten im Deutschen Reich vom Anfang des 10. bis zur Mitte des 13. Jahrhunderts mit der er am 9. März 1880 in Halle promoviert wurde.
Zu Ostern 1880 erhielt Rüthing eine Stelle als Oberlehrer an der Oberrealschule in Oldenburg, hier unterrichtete er bis 1924 die Fächer Geschichte, Erdkunde, Deutsch und Latein. 1899 erhielt Rüthning erst den Titel eines Professors, 1920 dann die Ernennung zum Geheimen Studienrat und 1923 wurde er schließlich Oberstudienrat. Rüthning befasste sich seit dem Antritt seiner ersten Stelle bis ins hohe Alter mit der Oldenburgischen Landesgeschichte, wobei er zahlreiche Aufsätze, Abhandlungen, Editionen und Darstellungen veröffentlichte. Er war von 1905 bis 1933 Schriftleiter für das Oldenburger Jahrbuch.

## Auszeichnungen und Ehrungen
Für seine Verdienste um die Oldenburgische Geschichtsschreibung wurde ihm 1911 vom Großherzog Friedrich August die Goldene Medaille für Wissenschaft und Kunst verliehen. 1927 wurde eine Straße in Oldenburg nach ihm benannt und 1929 wurde er Ehrenmitglied der Historischen Gesellschaft des Künstlervereins zu Bremen. 1933 wurde er vom Oldenburger Verein für Altertumskunde und Landesgeschichte zum Ehrenvorsitzenden ernannt.

## Familie
Gustav Rüthning war seit dem 7. Juli 1884 mit Helene Gerhardine Johanne Gätjen (* 14. August 1864; † 30. Januar 1933), einer Tochter des Oldenburger Holzhändlers Burchard Gätjen und dessen Ehefrau Anna Louise Friederike geb. Inhülsen, verheiratet. Aus dieser Ehe gingen zwei gemeinsame Kinder hervor. Sohn Burchard Rüthning (* 14. September 1885; † 6. Mai 1915) verstarb jedoch als Leutnant an der Ostfront. Rüthning veröffentlichte zum Gedächtnis an seinen Sohn in den Oldenburgern Jahrbüchern von 1915 bis 1918 130 Kriegsbriefe gefallener Oldenburger, unter denen auch Briefe seines Sohnes waren. Die Tochter Emma Elisabeth Rüthning (* 5. November 1892) war seit dem 7. April 1911 mit Dr. Karl Georg August Friedrich Gabler (* 27. März 1888) verheiratet.

## Werke
Rüthnings Werke über die Oldenburgische Geschichte sind im Oldenburger Jahrbuch 1930 aufgezählt. Nach mehr als zehn Jahren Arbeit legte Rüthning 1911 eine Oldenburger Gesamtgeschichte vor. 1937 erschien die „Volksausgabe in einem Band“, außerdem gab Rüthning Teile des Oldenburger Urkundenbuchs heraus. Ein besonderes Verdienst Rüthnings war die Reinigung der Hamelmannschen Chronik von 1599 von Verfälschungen, die er 1940 in ihrer ursprünglichen Fassung herausgab.

## Rezeption
Rüthning hatte mit seiner ausführlichen Quellenarbeit Grundlagen geschaffen. Für seine Oldenburgische Geschichte wurde ihm ein „staatsfrommes, autoritätsgläubiges, dabei betont nationalistisches bemühtes und gebildetes Honoratiorentum“ attestiert. Seine Beiträge an den Bänden II–VIII des Oldenburger Urkundenbuches zwischen 1926 und 1935 wurden wegen „subjektiver Kürzungen und z. T. mangelhafter Regesten“ kritisiert.
- Wolfgang Günther urteilte, dass Rüthning „die große Gesamtdarstellung [...] nicht gelungen war“, „seine Verdienste als unermüdlicher Forscher, Anreger und langjähriger Schriftleiter des Oldenburger Jahrbuchs aber bleiben würden“.[1]

- Gerd Steinwascher würdigte das akribische Quellenstudium Rüthnings, bemerkte aber, „dass die Töne vom noch moderaten zweiten Band aus dem Jahr 1911 sich gegenüber der Volksausgabe 1937 verschärft hätten“. Rüthning habe sich „ganz in den Dienst der nationalsozialistischen Propaganda gestellt“, und damit ein Bild etabliert, das bis heute noch nicht korrigiert worden sei. Auch wenn Hermann Lübbing 1953 eine sachlichere Geschichte Oldenburgs schrieb.[3]